# Nazionale maschile di calcio del Niger
La nazionale di calcio del Niger, i cui giocatori sono soprannominati i Mena (dall'hausa Meyna o Ménas, cioè gazzella dama, rara antilope della zona), è la rappresentativa calcistica nazionale del Niger ed è controllata dalla Fédération Nigerienne de Football.
È membro della CAF ed è una delle sue rappresentative più deboli, non avendo mai ottenuto nessun risultato rilevante in nessuna competizione. Giocatori di valore che hanno vestito la maglia del Niger sono stati Ibrahim Tankary e Ouwo Moussa Maâzou. Entrambi hanno giocato in campionati europei.
Nella graduatoria FIFA in vigore da agosto 1993 il miglior posizionamento raggiunto è stato il 68º posto nel novembre 1994, mentre il peggiore è stato il 196º posto di agosto 2002; occupa il 112º posto della graduatoria.

## Storia
Nelle eliminatorie del campionato del mondo 1982 il Niger eliminò Somalia e Togo per la regola dei gol in trasferta, ma fu eliminato dall'Algeria nel terzo turno, dove erano rimaste in corsa solo otto nazionali. Facevano parte di quella squadra Jacques Komlan, Hassane Adamou e Moussa Kanfideni.
Nel 1990 la squadra ottenne la vittoria più larga della propria storia battendo per 7-1 la Mauritania a Niamey.
Nel 2004 il Niger vinse tutte le partite casalinghe del girone eliminatorio (anche quella contro la Guinea) e ottenne nove punti, tre in meno della quota utile per qualificarsi alla Coppa d'Africa.
Nel giugno 2008 assunse l'incarico di commissario tecnico il rumeno Dan Anghelescu, che rimpiazzò il dimissionario Hamey Amadou. Dopo sei mesi molto negativi, il 19 dicembre di quell'anno Anghelescu fu esonerato e sostituito con il CT dell'Under-17 Frederic Costa. Nel 2009 gli subentrò Harouna Doula Gabde, ex nazionale nigerino.
Il 10 ottobre 2010 il Niger ottenne una vittoria clamorosa (1-0) contro l'Egitto nel girone di qualificazione alla Coppa d'Africa 2012. 
Nel febbraio 2011 si qualificò per la prima volta per il Campionato delle Nazioni Africane.
L'8 ottobre 2011 si qualificò per la prima volta alla Coppa d'Africa vincendo il girone davanti a Sudafrica, Sierra Leone ed Egitto.
Il 23 gennaio 2012 il Niger esordì nella Coppa d'Africa 2012 perdendo con il Gabon padrone di casa per 2-0. Quattro giorni più tardi, il 27 gennaio, William N'Gounou entrò nella storia dei Mena, segnando il primo gol in Coppa d'Africa della sua nazionale nel match (poi perso per 2-1) contro la Tunisia. La marcatura valse il temporaneo 1-1.
Si qualificò nuovamente in Coppa d'Africa per l'edizione 2013, avendo la meglio nel doppio confronto con la Guinea: la sconfitta all'andata per 1-0 fu ribalta dalla vittoria in casa per 2-0. Perso di misura (1-0) l'incontro di esordio contro il Mali, il 24 gennaio 2013 il Niger ottenne il primo punto della sua storia in una fase finale di Coppa d'Africa pareggiando per 0-0 contro la RD del Congo. Nel terzo incontro perse per 3-0 contro il Ghana e terminò dunque il girone all'ultimo posto. 
Il 22 maggio 2014 il Niger affrontò per la prima volta una nazionale affiliata alla UEFA, giocando un'amichevole contro l'Ucraina allo Stadio Dynamo Lobanovs'kyj di Kiev. Il gol di Oumarou Bale al 56º minuto rispose a quello segnato al 20° da Ivan Ordets, ma una rete di Taras Stepanenko diede la vittoria per 2-1 agli ucraini.
Inserita nel Girone F delle Qualificazioni alla Coppa delle nazioni africane 2015 con il Ghana, la nazionale dell'Angola e il Sudan, conclude il raggruppamento al terzultimo posto, giungendo quattro punti sopra la nazionale ghanese 

## Statistiche dettagliate sui tornei internazionali

### Mondiali
| Anno | Luogo                    | Piazzamento      | V | N | P | Gol |
| ---- | ------------------------ | ---------------- | - | - | - | --- |
| 1930 | Uruguay                  | Non partecipante | - | - | - | -   |
| 1934 | Italia                   | Non partecipante | - | - | - | -   |
| 1938 | Francia                  | Non partecipante | - | - | - | -   |
| 1950 | Brasile                  | Non partecipante | - | - | - | -   |
| 1954 | Svizzera                 | Non partecipante | - | - | - | -   |
| 1958 | Svezia                   | Non partecipante | - | - | - | -   |
| 1962 | Cile                     | Non partecipante | - | - | - | -   |
| 1966 | Inghilterra              | Non partecipante | - | - | - | -   |
| 1970 | Messico                  | Non partecipante | - | - | - | -   |
| 1974 | Germania Ovest           | Non partecipante | - | - | - | -   |
| 1978 | Argentina                | Non qualificata  | - | - | - | -   |
| 1982 | Spagna                   | Non qualificata  | - | - | - | -   |
| 1986 | Messico                  | Ritirata         | - | - | - | -   |
| 1990 | Italia                   | Non partecipante | - | - | - | -   |
| 1994 | Stati Uniti              | Non qualificata  | - | - | - | -   |
| 1998 | Francia                  | Ritirata         | - | - | - | -   |
| 2002 | Corea del Sud / Giappone | Non partecipante | - | - | - | -   |
| 2006 | Germania                 | Non qualificata  | - | - | - | -   |
| 2010 | Sudafrica                | Non qualificata  | - | - | - | -   |
| 2014 | Brasile                  | Non qualificata  | - | - | - | -   |
| 2018 | Russia                   | Non qualificata  |   |   |   |     |
| 2022 | Qatar                    | Non qualificata  | - | - | - | -   |

### Coppa d'Africa
| Anno | Luogo                      | Piazzamento                        | V | N | P | Gol |
| ---- | -------------------------- | ---------------------------------- | - | - | - | --- |
| 1957 | Sudan                      | Non partecipante                   | - | - | - | -   |
| 1959 | Egitto                     | Non partecipante                   | - | - | - | -   |
| 1962 | Impero d'Etiopia           | Non partecipante                   | - | - | - | -   |
| 1963 | Ghana                      | Non partecipante                   | - | - | - | -   |
| 1965 | Tunisia                    | Non partecipante                   | - | - | - | -   |
| 1968 | Impero d'Etiopia           | Non partecipante                   | - | - | - | -   |
| 1970 | Sudan                      | Non qualificata                    | - | - | - | -   |
| 1972 | Camerun                    | Non qualificata                    | - | - | - | -   |
| 1974 | Egitto                     | Ritirata                           | - | - | - | -   |
| 1976 | Etiopia                    | Non qualificata                    | - | - | - | -   |
| 1978 | Ghana                      | Ritirata                           | - | - | - | -   |
| 1980 | Nigeria                    | Ritirata                           | - | - | - | -   |
| 1982 | Libia                      | Non partecipante                   | - | - | - | -   |
| 1984 | Costa d'Avorio             | Non qualificata                    | - | - | - | -   |
| 1986 | Egitto                     | Non partecipante                   | - | - | - | -   |
| 1988 | Marocco                    | Non partecipante                   | - | - | - | -   |
| 1990 | Algeria                    | Non partecipante                   | - | - | - | -   |
| 1992 | Senegal                    | Non qualificata                    | - | - | - | -   |
| 1994 | Tunisia                    | Non qualificata                    | - | - | - | -   |
| 1996 | Sudafrica                  | Ritirata durante le qualificazioni | - | - | - | -   |
| 1998 | Burkina Faso               | Squalificata per ritiro nel 1996   | - | - | - | -   |
| 2000 | Ghana / Nigeria            | Non qualificata                    | - | - | - | -   |
| 2002 | Mali                       | Non qualificata                    | - | - | - | -   |
| 2004 | Tunisia                    | Non qualificata                    | - | - | - | -   |
| 2006 | Egitto                     | Non qualificata                    | - | - | - | -   |
| 2008 | Ghana                      | Non qualificata                    | - | - | - | -   |
| 2010 | Angola                     | Non qualificata                    | - | - | - | -   |
| 2012 | Gabon / Guinea Equatoriale | Primo turno                        | 0 | 0 | 3 | 1:5 |
| 2013 | Sudafrica                  | Primo turno                        | 0 | 1 | 2 | 0:4 |
| 2015 | Guinea Equatoriale         | Non qualificata                    |   |   |   |     |
| 2017 | Gabon                      | Non qualificata                    |   |   |   |     |
| 2019 | Egitto                     | Non qualificata                    |   |   |   |     |
| 2021 | Camerun                    | Non qualificata                    |   |   |   |     |

#### CAN 2012
| Legenda colori                            |
| ----------------------------------------- |
| Le prime due avanzano al turno successivo |

| Team    | G | V | N | P | GF | GS | DR | Pt |
| ------- | - | - | - | - | -- | -- | -- | -- |
| Gabon   | 3 | 3 | 0 | 0 | 6  | 2  | +4 | 9  |
| Tunisia | 3 | 2 | 0 | 1 | 4  | 3  | +1 | 6  |
| Marocco | 3 | 1 | 0 | 2 | 4  | 5  | −1 | 3  |
| Niger   | 3 | 0 | 0 | 3 | 1  | 5  | −4 | 0  |

## Tutte le rose

### Coppa d'Africa
Coppa d'Africa 20121 Saminou, 2 Maâzou, 3 Konaté, 4 Kader, 5 Bulus, 6 Laouali, 7 Idrissa, 8 Bonnes, 9 Kamilou, 10 Talatou, 11 Issoufou, 12 Moussa, 13 Chikoto, 14 Boubacar, 15 Mazadou, 16 Daouda, 17 N'Gounou, 18 Dan Kowa, 19 Koudize, 20 Amadou, 21 Ali, 22 Doumbia, 23 Soumaïla, CT: Gabde
Coppa d'Africa 20131 Alzouma, 2 Maâzou, 3 Konaté, 4 Kader, 5 James, 6 Laouali, 7 Sidibé, 8 Fatoukouma, 9 Kamilou, 10 Talatou, 11 Issoufou, 12 Sacko, 13 Chikoto, 14 Boubacar, 15 Alassane, 16 Daouda, 17 N'Gounou, 18 Dan Kowa, 19 Koudize, 20 Amadou, 21 Bachar, 22 Saminou, 23 Soumaïla, CT: Rohr

## Rosa attuale
Lista dei giocatori convocati per le due gare amichevoli contro Ciad e Sierra Leone del 10 e 13 ottobre 2020.
Presenze e reti aggiornate al 17 novembre 2020
| 1  | P | Moussa Alzouma       | 30 settembre 1982 | 8  | 0 | AS GNN                |  |  |
| 16 | P | Daouda Kassaly       | 19 agosto 1983    | 76 | 0 | Katsina United        |  |  |
| 21 | P | Abdoul Haildou       | 4 aprile 1992     | 0  | 0 | AS SONIDEP            |  |  |
|    |   |                      |                   |    |   |                       |  |  |
| 4  | D | Abdoulkarim Mamoudou | 1º gennaio 1995   | 1  | 0 | AS GNN                |  |  |
| 5  | D | Abdoul Garba         | 23 dicembre 1991  | 11 | 0 | AS FAN                |  |  |
| 17 | D | Hervé Lybohy         | 24 luglio 1983    | 5  | 0 | US Orléans            |  |  |
|    | D | Yacouba Hamani       | 8 settembre 1997  | 10 | 0 | Ponferradina          |  |  |
|    | D | Abdoul Razak Seyni   | 1º gennaio 1990   | 9  | 1 | SONIDEP               |  |  |
|    | D | Amadou Harouna       | 25 marzo 1994     | 2  | 0 | Nigelec               |  |  |
|    |   |                      |                   |    |   |                       |  |  |
| 2  | C | Daniel Soungole      | 26 febbraio 1995  | 2  | 0 | Teplice               |  |  |
| 6  | C | Youssouf Oumarou     | 16 febbraio 1993  | 34 | 3 | San Pédro             |  |  |
| 10 | C | Boubacar Talatou     | 3 dicembre 1987   | 24 | 0 | AS Douanes            |  |  |
| 12 | C | Boubacar Moumouni    | 10 maggio 1994    | 7  | 0 | Al-Minaa              |  |  |
| 14 | C | Ali Mohamed          | 7 ottobre 1995    | 34 | 0 | Beitar Gerusalemme    |  |  |
| 15 | C | Fabrice Yao          | 29 dicembre 1995  | 1  | 0 | Swift Hesperange      |  |  |
| 18 | C | Ousmane Diabaté      | 9 luglio 1994     | 14 | 0 | Naft Maysan           |  |  |
|    | C | Victorien Adebayor   | 12 novembre 1996  | 28 | 9 | Inter Allies          |  |  |
|    | C | Issah Salou          | 4 febbraio 1999   | 3  | 0 | Randers               |  |  |
|    | C | Abdoul Darenkoum     | 7 agosto 2002     | 1  | 0 | Gendarmerie Nationale |  |  |
|    | C | Mahamadou Sabo       | 30 maggio 2000    | 0  | 0 | SONIDEP               |  |  |
|    |   |                      |                   |    |   |                       |  |  |
| 7  | A | Issa Djibrilla       | 9 aprile 1998     | 4  | 2 | Rahimo                |  |  |
| 19 | A | Boubacar Haïnikoye   | 7 ottobre 1998    | 7  | 1 | NC Magra              |  |  |
| 20 | A | Moutari Amadou       | 19 gennaio 1994   | 32 | 1 | Al-Ain                |  |  |
| 22 | A | Kairou Amoustapha    | 1º gennaio 2001   | 1  | 0 | Loudoun United        |  |  |
|    | A | Mohamed Wonkoye      | 19 maggio 1994    | 27 | 3 | Horoya                |  |  |
|    | A | Idrissa Halidou      | 3 luglio 1982     | 13 | 3 | AS GNN                |  |  |
|    | A | Abdoul Aziz Ibrahim  | 15 marzo 1996     | 3  | 1 | Nigelec               |  |  |

## Galleria d'immagini

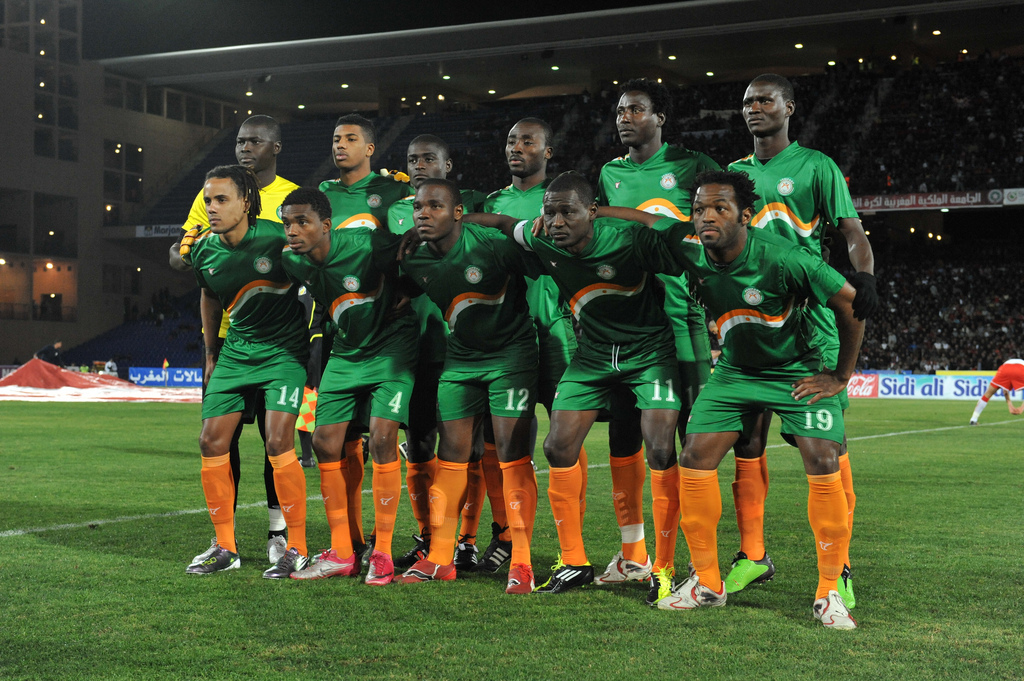
Squadra del Niger, Marocco - Niger 3-0, 9 febbraio 2011
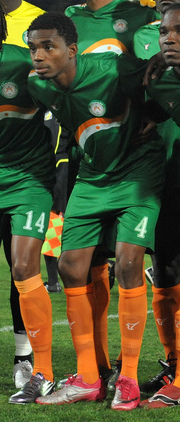
Amadou Kader, Marocco - Niger 3-0, 9 febbraio 2011
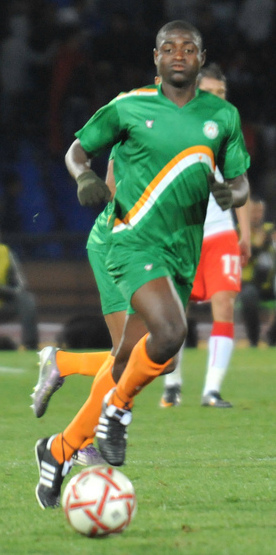
Boubacar Talatou, Marocco - Niger 3-0, 9 febbraio 2011
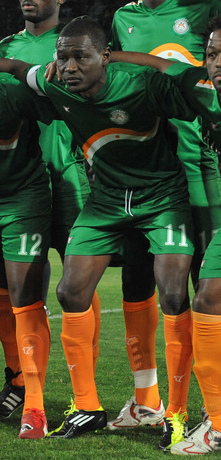
Alhassane Issoufou, Marocco - Niger 3-0, 9 febbraio 2011
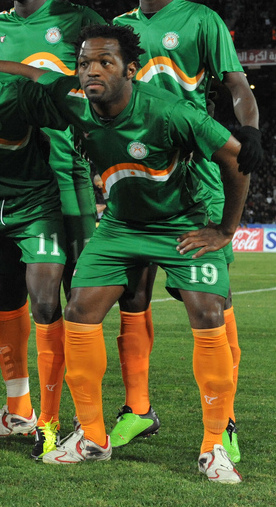
William N'Gounou, Marocco - Niger 3-0, 9 febbraio 2011
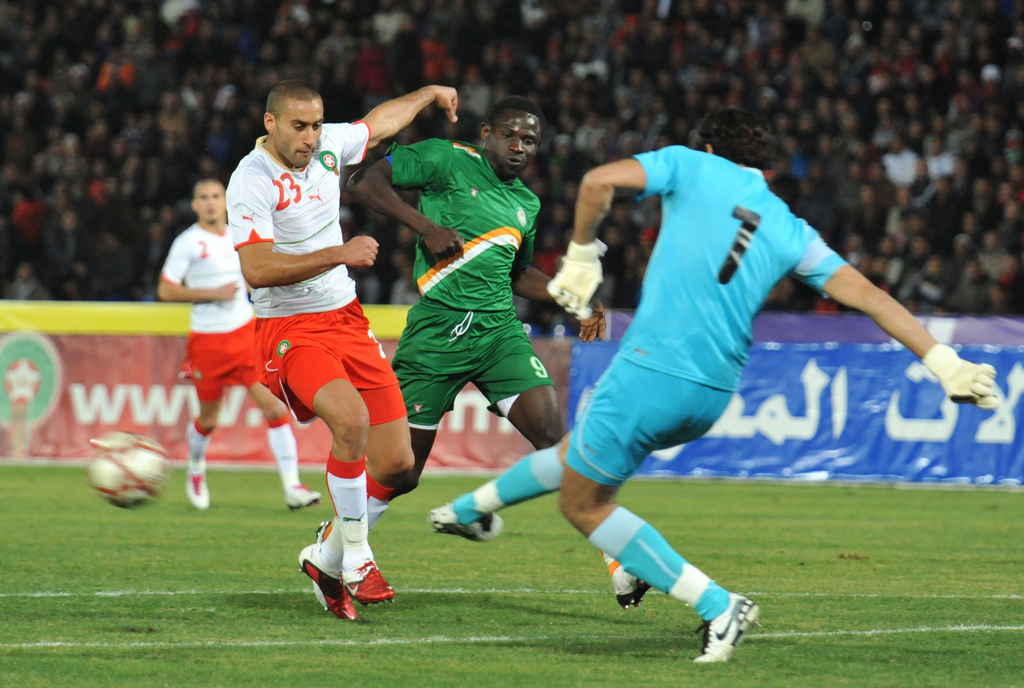
Daouda Kamilou, Marocco - Niger 3-0, 9 febbraio 2011
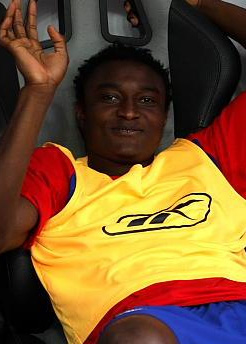
Ouwo Moussa Maazou

## Lista dei commissari tecnici

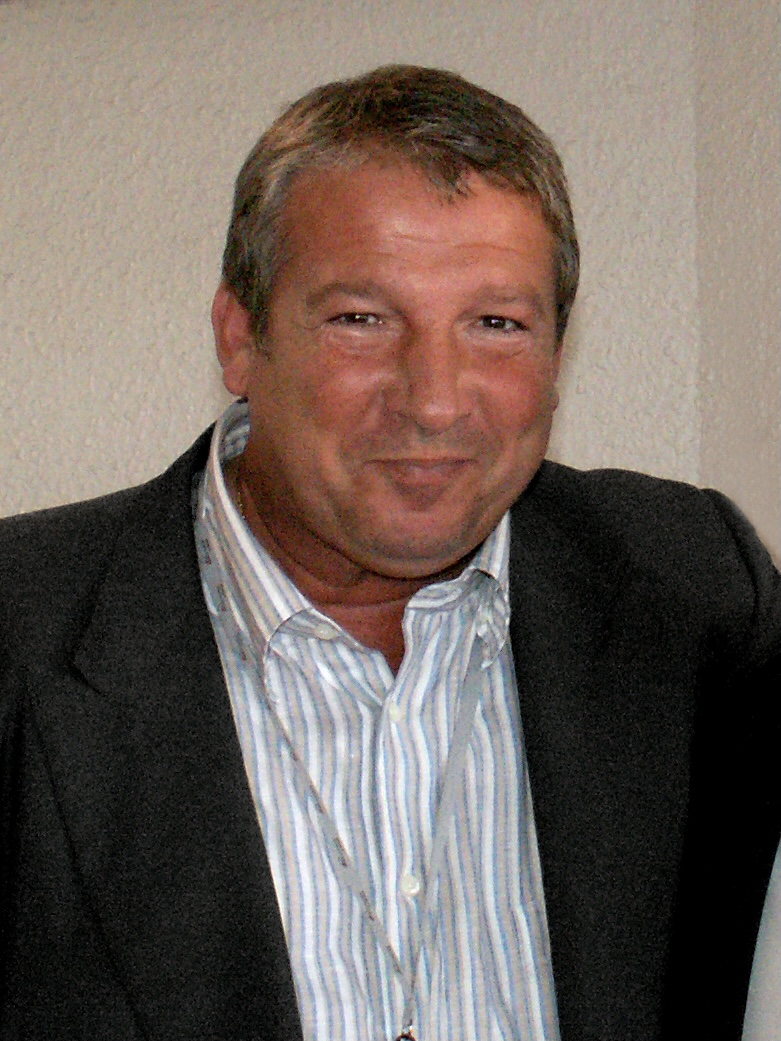
Rolland Courbis

- Heinz-Peter Überjahn (1981-1986)
- Tiemogo Soumaïla (?-1992)
- David Nadjadoum (1992-?)
- Tiemogo Soumaïla (?-1998)
- Amadou Touré (1998-1999)
- Patrice Neveu (1999-2000)
- Jean-Yves Chay (2000)
- Yeo Martial (2002-2003)[6]
- Tchanile Bana (2006-2007)
- Hamey Amadou (2007-2008)
- Dan Anghelescu (2008)
- Frederic Costa (2008-2009)
- Harouna Doula Gabde (2009-2012)
- Rolland Courbis[7] (2012)
- Gernot Rohr (2012-2014)
- Cheick Omar Diabaté (2014-2015)
- François Zahoui (2015-)

## Sponsor tecnici
2012: Erreà (Coppa d'Africa 2012)